# Convair Model 103
Convair Model 103 (Spratt-Stout Model 8 Skycar) – prototypowy, samochód latający zaprojektowany w firmie Convair w 1944. Zbudowano tylko jeden egzemplarz tego samolotu.

## Historia
W 1944 z zakładach Convair zaprojektowano szereg nietypowych, lekkich samolotów turystycznych które miały zaspokoić zapotrzebowanie rynku prywatnego na którym po wojnie spodziewano się znacznego boomu. Pierwszą z tych konstrukcji był eksperymentalny „latający samochód” z silnikiem pchającym zaprojektowany przez George'a Spratta. Samolot miał bardzo oryginalne skrzydło typu parasol, bez żadnych powierzchni sterowych, które poruszało się całe, dla zapewnienia kontroli na samolotem. Po ukończeniu pierwszego i jedynego prototypu w 1944 (rejestracja cywilna NX22448) samolot przeszedł szereg testów w należącej do Convaire'a Stout Research Division w Dearbom, następnie był testowany przez Beryl Erickson i Sama Shannona w Nashville, a następnie już przez samego Shannona w San Diego. Dalsze losy samolotu nie są znane.
W dostępnych źródłach można czasami spotkać się z nazwą Stout Skycar IV używaną do określenia tego samolotu, ale Stout Skycar IV był inną, choć podobną konstrukcją.

## Opis konstrukcji
Convair Model 103 był dwumiejscowym, górnopłatowym latającym samochodem  ze skrzydłem typu parasol. Skrzydło nie miało żadnych osobnych powierzchni nośnych, w celu kontrolowania samolotu pilot poruszał całym skrzydłem zmieniające jego ułożenie i kąt natarcia. Samolot miał stałe, czterokołowe podwozie na którym mógł się on poruszać po drogach jak samochód.
Napęd samolotu stanowił pojedynczy silnik ze śmigłem w układzie pchającym. W pierwszej wersji samolot był napędzany silnikiem Franklin 4ACG-199-H3 o mocy 90 koni mechanicznych, zastąpionym w późniejszym czasie silnikiem Lycoming O-290C (125 KM), oraz prawdopodobnie Lycoming O-435 (180 KM).
Rozpiętość skrzydeł samolotu wynosiła 36 stóp, a jego długość 21 stóp i 7 cali (10,97 i 6,57 m). Prędkość maksymalna wynosiła 114 mil na godzinę, prędkość przelotowa 103 mile na godzinę, a prędkość minimalna 49 mil na godzinę (183, 165 i 78 km/h). Zasięg wynosił około 300 mil (480 km).